# میکروب و گازوئیل
میکروب و گازوئیل (فرانسوی: Microbe et Gasoil‎) فیلمی فرانسوی به کارگردانی میشل گوندری است که در سال ۲۰۱۵ منتشر شد. فیلم روایت دو نوجوان است که خسته از رفتار قراردادی و زندگی امروزی، تصمیم می‌گیرند که خودرویی بسازند و با آن به تعطیلات بروند.